# 聖書 (岡村靖幸の曲)
「聖書 (バイブル)」は、岡村靖幸の7枚目のシングル。1988年9月21日に、EPIC/SONY RECORDSより発売された。

## 概要
「イケナイコトカイ」から半年振りの新曲。本作は両バージョン共オリジナルアルバム未収録、ボックスセット『岡村ちゃん大百科』で初収録された。

## 収録曲
| 全作詞・作曲: 岡村靖幸。 |                                            |          |            |                    |
| #                        | タイトル                                   | 作詞     | 作曲・編曲 | 編曲               |
| 1.                       | 「聖書 (バイブル)」                        | 岡村靖幸 | 岡村靖幸   | 有賀啓雄・岡村靖幸 |
| 2.                       | 「BIBLE (Brand new horn section version)」 | 岡村靖幸 | 岡村靖幸   | 岡村靖幸           |

## 収録アルバム
| 曲名                                   | 収録アルバム         | 備考                                           |
| -------------------------------------- | -------------------- | ---------------------------------------------- |
| 聖書 (バイブル)                        | 『靖幸』             | アルバムバージョン                             |
| 聖書 (バイブル)                        | 『早熟』             | アルバムバージョン                             |
| 聖書 (バイブル)                        | 『OH! ベスト』       | アルバムバージョン                             |
| 聖書 (バイブル)                        | 『岡村ちゃん大百科』 | シングルバージョン、アルバムバージョン共に収録 |
| 聖書 (バイブル)                        | 『ビジネス』         | リミックスバージョン                           |
| BIBLE (Brand new horn section version) | 『岡村ちゃん大百科』 |                                                |